# 神立 (八尾市)
神立（こうだち）は、大阪府八尾市の地名。郵便番号は581-0855、現行行政地名は神立一丁目から神立六丁目と大字神立。住居表示は未実施。
現住所表記に変更される前は全域が大字神立だった。

## 歴史
令制国一覧 > 畿内 > 河内国 > 高安郡 > 神立村

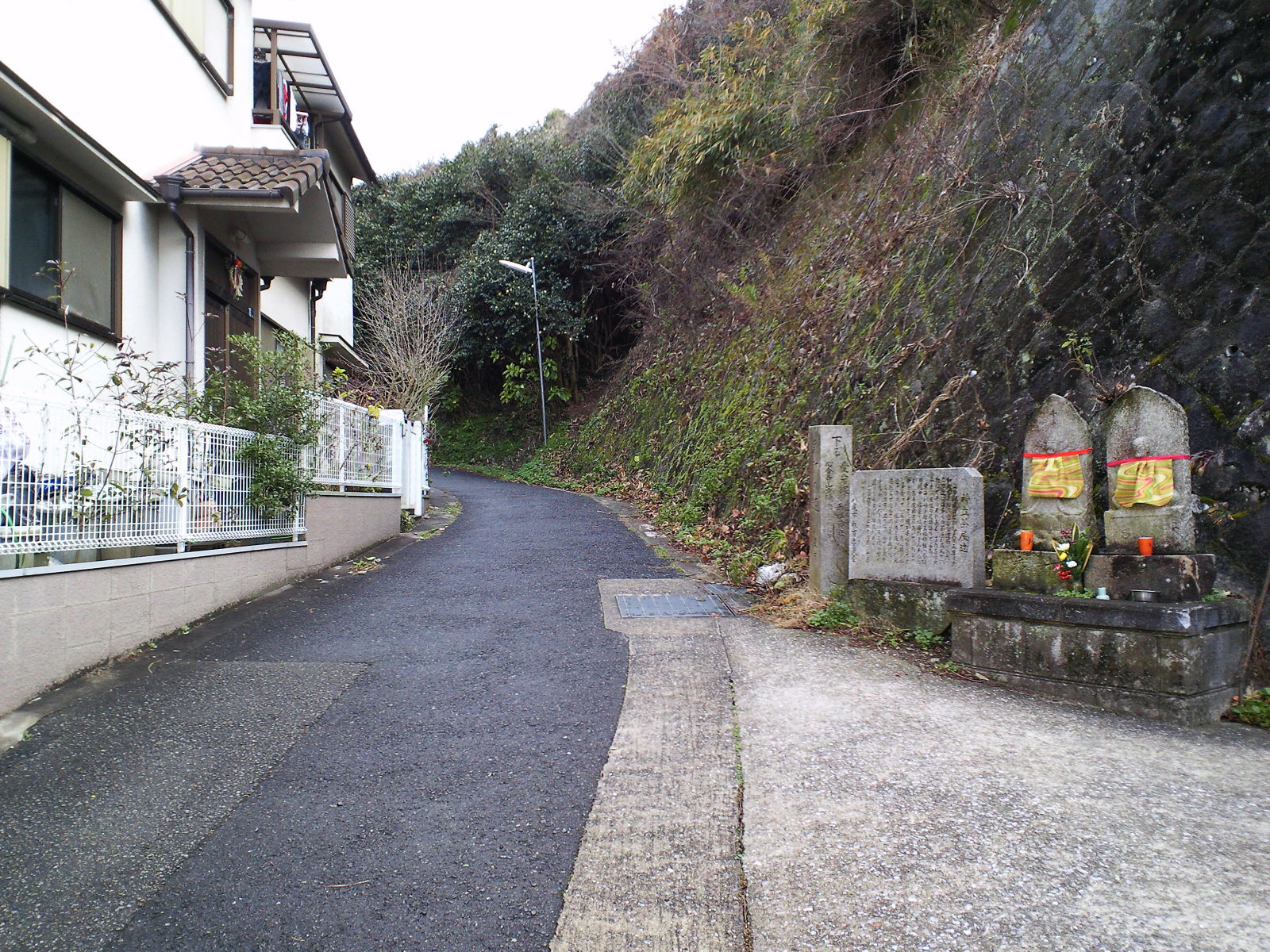
『業平の高安通い』伝説の舞台となった「神立茶屋辻」の跡。かつては茶屋が軒を連ねていたが現在は民家がわずかにあるのみ。

『伊勢物語』の中で、高安に住む女のもとへ通う大和国の男の話が出てくるが、高安とはこの地の神立茶屋辻で、男は在原業平であり、業平の高安通いとして知られる。十三峠もしくは大県郡を経由して通ったといわれている。『河内鑑名所記』『河内名所図絵』等にも記されている。正保郷帳の写しとされる河内国一国村高控帳によると江戸時代の石高は155石余。江戸時代以降、当初は幕府直轄領、その後幾度か支配者が変わり、寛文9年に淀藩領となり幕末に至っている。明治以降の市町村制施行で北高安村の大字となる。

## 地理
旧高安郡の村の集落としてはいちばん高所に位置し、旧集落の東外れに玉祖神社が鎮座する。集落北側を通り十三峠を越えて龍田に至る「十三街道」と、地区の南端・大窪地区との境界付近から山道を進み大和国へ入る「おうとう越え」とよばれる二つの旧街道が地区内を東西に通る。

## 世帯数と人口
2020年（令和2年）3月31日現在（八尾市発表）の世帯数と人口は以下の通りである。
| 大字・丁目       | 世帯数  | 人口  |
| ---------------- | ------- | ----- |
| 神立一丁目       | 10世帯  | 31人  |
| 神立二丁目       | 16世帯  | 34人  |
| 神立三丁目       | 35世帯  | 91人  |
| 神立四丁目       | 35世帯  | 89人  |
| 神立五丁目       | 26世帯  | 58人  |
| 神立六丁目・神立 | 43世帯  | 99人  |
| 計               | 165世帯 | 402人 |

### 人口の変遷
国勢調査による人口の推移。
| 1995年（平成7年）  | 579人 | [ 5 ] |  |
| 2000年（平成12年） | 567人 | [ 6 ] |  |
| 2005年（平成17年） | 542人 | [ 7 ] |  |
| 2010年（平成22年） | 472人 | [ 8 ] |  |
| 2015年（平成27年） | 414人 | [ 9 ] |  |

### 世帯数の変遷
国勢調査による世帯数の推移。
| 1995年（平成7年）  | 161世帯 | [ 5 ] |  |
| 2000年（平成12年） | 134世帯 | [ 6 ] |  |
| 2005年（平成17年） | 140世帯 | [ 7 ] |  |
| 2010年（平成22年） | 142世帯 | [ 8 ] |  |
| 2015年（平成27年） | 136世帯 | [ 9 ] |  |

## 学区
市立小・中学校に通う場合、学区は以下の通りとなる（2020年5月時点）。
| 大字・丁目 | 番   | 小学校             | 中学校             |
| ---------- | ---- | ------------------ | ------------------ |
| 神立       | 全域 | 八尾市立高安小学校 | 八尾市立高安中学校 |
| 神立一丁目 | 全域 | 八尾市立高安小学校 | 八尾市立高安中学校 |
| 神立二丁目 | 全域 | 八尾市立高安小学校 | 八尾市立高安中学校 |
| 神立三丁目 | 全域 | 八尾市立高安小学校 | 八尾市立高安中学校 |
| 神立四丁目 | 全域 | 八尾市立高安小学校 | 八尾市立高安中学校 |
| 神立五丁目 | 全域 | 八尾市立高安小学校 | 八尾市立高安中学校 |
| 神立六丁目 | 全域 | 八尾市立高安小学校 | 八尾市立高安中学校 |

## 主な施設・旧跡
- 玉祖神社（5丁目）
高安地区（恩智地区を除く旧高安郡13ヶ村）の氏神で、高安大明神ともいう。
- 水呑地蔵（大字神立）
十三峠へ至る山道の8合目辺りにある地蔵尊。
- 大阪府民の森 みずのみ園地
- 十三峠（大字神立）

## その他

### 日本郵便
- 郵便番号 : 581-0855[2]（集配局：八尾郵便局[11]）。